# 古今集 (薬師丸ひろ子のアルバム)
『古今集』（こきんしゅう）は、1984年2月14日に発売された薬師丸ひろ子の1作目のスタジオ・アルバム。発売元は東芝EMI。規格品番は、LP:T15-1088・89（スペシャル編付2枚組）、LP:WTP-90288（通常盤）、CT:ZH30-1388（スペシャル編付）、CT:ZH28-1418（通常盤）、CD:CA38-1068（初回盤）、CD:CA32-1195（再発盤）。

## 概要
薬師丸ひろ子初のオリジナル・アルバム。全9曲を収録。全て初出のオリジナル曲で構成されている。
LP初回限定盤には、特別レーベル・クリア・レコードのスペシャル盤（片面のみ収録）が封入されており、ヒットシングル「探偵物語」「すこしだけ やさしく」「セーラー服と機関銃（表記無しだが再録音ヴァージョン）」と「探偵物語（ストリングス・ヴァージョン）」が収録されていた。カセットのスペシャル編は追加収録という形になっている。
オリコンチャートの最高順位は週間1位（LP・CTチャート共通）、LPチャートの登場週数は16週、累計33.6万枚のセールスを記録。CTチャートの登場週数は24週、累計14.1万本。LP・CT合算のセールスは47.7万枚となっている。

## 再発盤
2005年4月20日には、スペシャル盤の4曲が追加された全13曲構成のCDとなり、『古今集+4』として発売された。
2013年7月24日にユニバーサルミュージック（USMジャパン）により高音質SHM-CDで再発売された（タイトルは「古今集」に戻ったが、収録内容は2005年盤と同じ）。規格品番はTOCT-95189。

## 収録曲

### LP / CT（通常盤）
| #  | タイトル               | 作詞       | 作曲       | 編曲     |
| -- | ---------------------- | ---------- | ---------- | -------- |
| 1. | 「元気を出して」       | 竹内まりや | 竹内まりや | 椎名和夫 |
| 2. | 「つぶやきの音符」     | 来生えつこ | 南佳孝     | 井上鑑   |
| 3. | 「トライアングル」     | 竹内まりや | 竹内まりや | 椎名和夫 |
| 4. | 「カーメルの画廊にて」 | 湯川れい子 | 大野克夫   | 鷺巣詩郎 |
| 5. | 「眠りの坂道」         | 来生えつこ | 南佳孝     | 井上鑑   |

| #  | タイトル                       | 作詞     | 作曲     | 編曲     |
| -- | ------------------------------ | -------- | -------- | -------- |
| 1. | 「白い散歩道」                 | 大貫妙子 | 大貫妙子 | 清水信之 |
| 2. | 「ジャンヌ・ダルクになれそう」 | 阿木燿子 | 井上鑑   | 井上鑑   |
| 3. | 「月のオペラ」                 | 大貫妙子 | 大貫妙子 | 清水信之 |
| 4. | 「アドレサンス (十代後期)」    | 阿木燿子 | 井上鑑   | 井上鑑   |

| #  | タイトル                                       | 作詞       | 作曲       | 編曲   |
| -- | ---------------------------------------------- | ---------- | ---------- | ------ |
| 1. | 「探偵物語」                                   | 松本隆     | 大瀧詠一   | 井上鑑 |
| 2. | 「すこしだけやさしく」                         | 松本隆     | 大瀧詠一   | 井上鑑 |
| 3. | 「セーラー服と機関銃」(リアレンジ・バージョン) | 来生えつこ | 来生たかお | 井上鑑 |
| 4. | 「探偵物語」(ストリングス・ヴァージョン)       | 松本隆     | 大瀧詠一   | 井上鑑 |

### CT（スペシャル編付）
| #  | タイトル                       | 作詞       | 作曲       | 編曲     |
| -- | ------------------------------ | ---------- | ---------- | -------- |
| 1. | 「元気を出して」               | 竹内まりや | 竹内まりや | 椎名和夫 |
| 2. | 「つぶやきの音符」             | 来生えつこ | 南佳孝     | 井上鑑   |
| 3. | 「トライアングル」             | 竹内まりや | 竹内まりや | 椎名和夫 |
| 4. | 「カーメルの画廊にて」         | 湯川れい子 | 大野克夫   | 鷺巣詩郎 |
| 5. | 「眠りの坂道」                 | 来生えつこ | 南佳孝     | 井上鑑   |
| 6. | 「白い散歩道」                 | 大貫妙子   | 大貫妙子   | 清水信之 |
| 7. | 「ジャンヌ・ダルクになれそう」 | 阿木燿子   | 井上鑑     | 井上鑑   |

| #  | タイトル                                       | 作詞       | 作曲       | 編曲     |
| -- | ---------------------------------------------- | ---------- | ---------- | -------- |
| 1. | 「月のオペラ」                                 | 大貫妙子   | 大貫妙子   | 清水信之 |
| 2. | 「アドレサンス (十代後期)」                    | 阿木燿子   | 井上鑑     | 井上鑑   |
| 3. | 「探偵物語」                                   | 松本隆     | 大瀧詠一   | 井上鑑   |
| 4. | 「すこしだけやさしく」                         | 松本隆     | 大瀧詠一   | 井上鑑   |
| 5. | 「セーラー服と機関銃」(リアレンジ・バージョン) | 来生えつこ | 来生たかお | 井上鑑   |
| 6. | 「探偵物語」(ストリングス・ヴァージョン)       | 松本隆     | 大瀧詠一   | 井上鑑   |

### 古今集+4
| #   | タイトル                                       | 作詞       | 作曲       | 編曲     |
| --- | ---------------------------------------------- | ---------- | ---------- | -------- |
| 1.  | 「元気を出して」                               | 竹内まりや | 竹内まりや | 椎名和夫 |
| 2.  | 「つぶやきの音符」                             | 来生えつこ | 南佳孝     | 井上鑑   |
| 3.  | 「トライアングル」                             | 竹内まりや | 竹内まりや | 椎名和夫 |
| 4.  | 「カーメルの画廊にて」                         | 湯川れい子 | 大野克夫   | 鷺巣詩郎 |
| 5.  | 「眠りの坂道」                                 | 来生えつこ | 南佳孝     | 井上鑑   |
| 6.  | 「白い散歩道」                                 | 大貫妙子   | 大貫妙子   | 清水信之 |
| 7.  | 「ジャンヌ・ダルクになれそう」                 | 阿木燿子   | 井上鑑     | 井上鑑   |
| 8.  | 「月のオペラ」                                 | 大貫妙子   | 大貫妙子   | 清水信之 |
| 9.  | 「アドレサンス (十代後期)」                    | 阿木燿子   | 井上鑑     | 井上鑑   |
| 10. | 「探偵物語」                                   | 松本隆     | 大瀧詠一   | 井上鑑   |
| 11. | 「すこしだけやさしく」                         | 松本隆     | 大瀧詠一   | 井上鑑   |
| 12. | 「セーラー服と機関銃」(リアレンジ・バージョン) | 来生えつこ | 来生たかお | 井上鑑   |
| 13. | 「探偵物語」(ストリングス・ヴァージョン)       | 松本隆     | 大瀧詠一   | 井上鑑   |